# Streetspotr
Über die Plattform Streetspotr können von Unternehmen kleine Aufträge („Spots“) wie etwa Fotoaufnahmen oder Mystery Shoppings an interessierte Personen („Spotr“) vergeben werden.

## Gründung und Entwicklung
Streetspotr wurde am 24. Juni 2011 gegründet. Nach einer Beta-Phase ab 29. November 2011 startete die Plattform am 15. April 2012 in 16 deutschen Städten. Mittlerweile ist Streetspotr international aktiv. 

## Funktionsweise
Die Streetspotr-App lokalisiert die Spotr über GPS und zeigt ihnen die offenen Spots in ihrer Umgebung an. Beispielsweise machen nun Spotr mit ihren Handys Fotoaufnahmen von Supermarktregalen, um den Firmen zu zeigen, ob ihre Produkte gut dargestellt werden.
Für die Abarbeitung bezahlter Spots bekommen „Spotr“ einen vorher bekannten Geldbetrag.
Unbezahlte Spots können sich beispielsweise auf Sehenswürdigkeiten beziehen oder aus kleinen sozialen Aufgaben bestehen, etwa die Unterstützung von Mitmenschen mit besonderen Bedürfnissen.
Für erfolgreich absolvierte Spots werden sogenannte StreetPoints gutgeschrieben. Aus diesen Punkten und weiteren Kriterien wird ein „StreetScore“ errechnet; höhere Werte verschaffen erweiterte Möglichkeiten.

## Auszeichnungen
- World Summit Award Mobile: m-Business und m-Commerce[3]
- Vision Award[4]